# Cairneyella
Cairneyella is een monotypisch geslacht van schimmels uit de orde Helotiales. Het bevat alleen Cairneyella variabilis.